# غاريث ديفيز (لاعب كركيت)
غاريث ديفيز (بالإنجليزية: Gareth Davies)‏ (و. 1955  م) هو لاعب كركيت، ولاعب اتحاد الرغبي، من المملكة المتحدة، يلعب كرامي متوسط ‏.

## التعليم
تعلم في جامعة أكسفورد، وجامعة ويلز.

## روابط خارجية
- غاريث ديفيز عل موقع إسبنسكروم (الإنجليزية)
- غاريث ديفيز على موقع اتحاد ألعاب الكومنولث (مؤرشف) (الإنجليزية)